# Abell 370

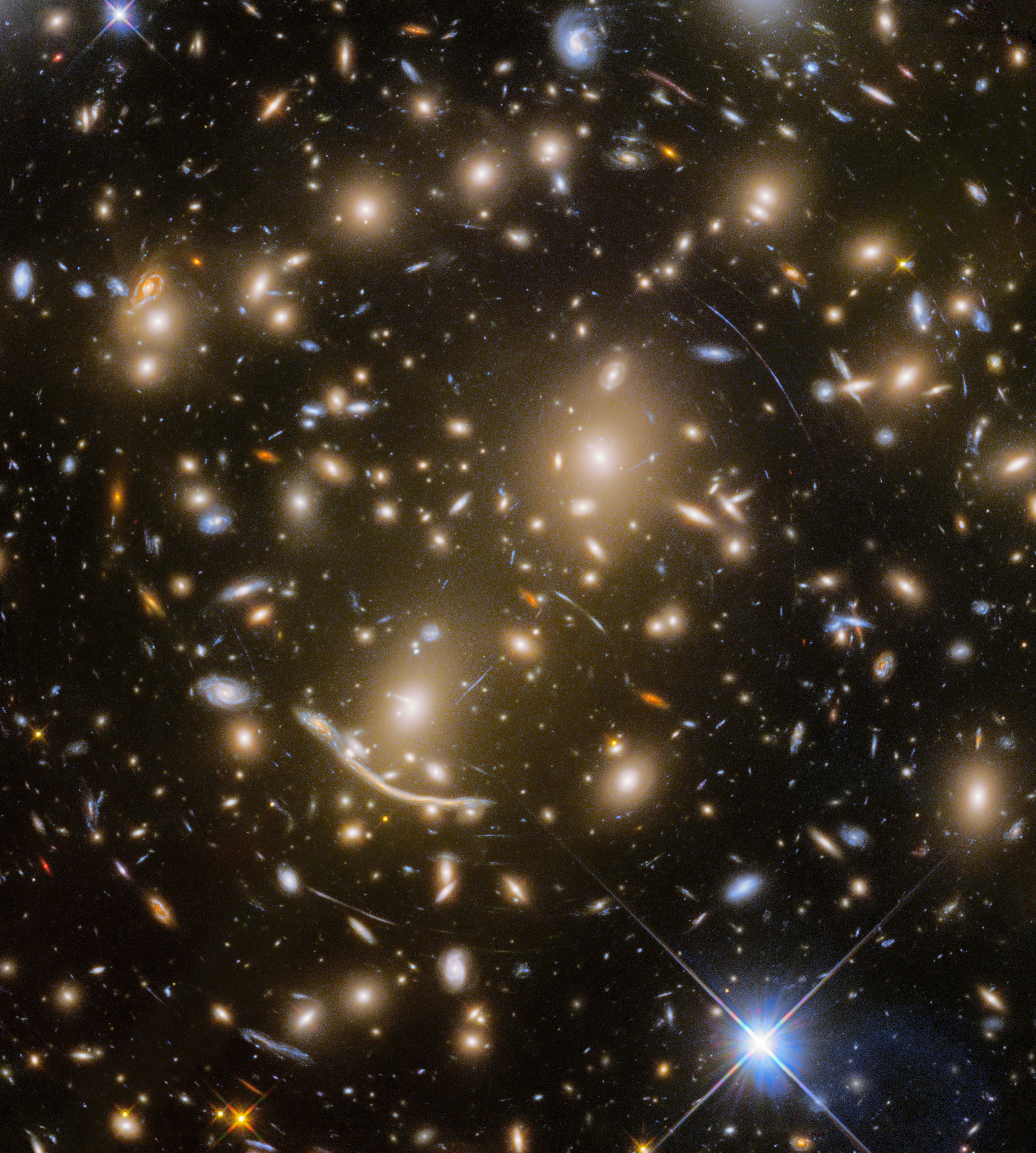
Abell 370, Aufnahme des Hubble Space Telescope

Abell 370 ist ein Galaxienhaufen im Sternbild Walfisch südlich des Himmelsäquators, der schätzungsweise sechs Milliarden Lichtjahre von der Milchstraße entfernt ist und aus mehreren hundert Galaxien besteht.
Abell 370 ist vor allem bekannt für seinen Gravitationslinseneffekt. So wurden in der zweiten Hälfte der 1980er Jahre mehrere leuchtende gekrümmte Objekte entdeckt und als gespiegelte Galaxien interpretiert, welche sich hinter dem Galaxienhaufen befinden. Unter diesen Objekten ist auch The Dragon, damals A0 genannt.
2002 wurde auch die Galaxie HCM-6A mit Hilfe des Gravitationslinseneffektes von Abell 370 entdeckt. Die Galaxie war bei ihrer Entdeckung das entfernteste beobachtete Objekt.